# Garçons manqués
Garçons manqués ist ein von der deutschen Filmregisseurin Susan Gordanshekan 2005/2006 gedrehter französischsprachiger Dokumentarfilm. Die Uraufführung war 2008 auf dem Filmfestival Sehsüchte.

## Inhalt
Imane ist 15 Jahre alt und lebt mit ihrer Familie in der Hochhaussiedlung „Les Bosquets“ im Pariser Vorort Montfermeil, in dem im November 2005 die Vorstadtkrawalle ihren Anfang nahmen. Der Fußballplatz mitten im Herzen der Siedlung ist für die Bewohner ein zentraler Ort, an dem sich der Alltag abspielt. Imane und Sephora werden von allen als „garçons manqués“- als verkappte Jungs bezeichnet. In der Siedlung ist es nicht einfach ein Mädchen zu sein; der Fußball schafft Zusammenhalt und bildet ein Ventil für Aggressionen. Imane träumt davon, Polizistin zu werden, um mit den Vorurteilen aufzuräumen, dass Araber „nur Scheiße bauen“. Doch als die Krawalle zwischen den Jugendlichen und der Polizei für kurze Zeit wieder aufflammen, wird sie sich ihrer Identität bewusst.

## Hintergrund der Geschichte
Der Film zeigt Menschen, die in mehrfacher Hinsicht am Rande der Gesellschaft leben. Zum einen wird die Bevölkerung einer Pariser Vorstadt mit ihren teils miserablen Lebensumständen und einer fraglichen Gleichstellung in der Berufswahl und im Alltagsleben dargestellt. Zum anderen behandelt der Film das Thema Menschen mit Migrationshintergrund. Da es sich im Film um eine Mädchenfußballmannschaft handelt, wird weiterhin die Stellung der Frau thematisiert. Es wird sowohl die Diskrepanzen und Akzeptanz von Imane innerhalb der Familie und des unmittelbaren sozialen Umfeldes im Vorort als auch in der französischen Gesellschaft genauer beleuchtet. Es stellt sich die Frage, ob Imane eine respektierte Französin mit allen Rechten oder eine Bürgerin zweiter Klasse ist.

## Aufführung auf Filmfestivals
- Internationales Festival der Filmhochschulen München (HFF Special) 2008
- Interfilm Kurzfilmfestival Berlin 2008
- Escales Documentaires La Rochelle, Frankreich 2008[1]
- Docúpolis 2008 - the International Documentary Film Festival of Barcelona
- doxs! 2008 - Dokumentarfilme für Kinder und Jugendliche der Duisburger Filmwoche[2]
- Pärnu International Documentary and Anthropology Film Festival, Estland 2008[3]
- Grenzlandfilmtage Selb 2008
- Internationales Videofestival Bochum 2008
- Internationales Dokumentarfilmfest München 2008[4]
- Internationales Studentenfilmfest “Sehsüchte” der HFF Potsdam 2008
- Internationales Frauenfilmfestival Dortmund/Köln 2008
- „Fremde Welten - Gasteig Elements“ - 25 Dokumentarfilme der HFF München 2011
- Ausstellung „Subjektiv. Dokumentarfilm im 21. Jahrhundert“, Pinakothek der Moderne 2011
- „Gefilmte Frauen“- im Rahmen der Ausstellung „Frauen“, Pinakothek der Moderne 2011
- doxs! - Steirischer Herbst, Graz 2012

## Filmpreise
Der Film wurde unter anderem mit dem Dokumentarfilmpreis des Interfilm Short Film Festival Berlin und den Best First Documentary Award vom Docúpolis 2008 des International Documentary Film Festival of Barcelona prämiert und erhielt von der Deutschen Film- und Medienbewertung das Prädikat „besonders wertvoll“.